# Xã Big Fork, Quận Polk, Arkansas
Xã Big Fork (tiếng Anh: Big Fork Township) là một xã thuộc quận Polk, tiểu bang Arkansas, Hoa Kỳ. Năm 2010, dân số của xã này là 185 người.